# Alfonso Vilallonga
Alfonso Vilallonga nebo také Alfonso de Vilallonga (* 22. srpen 1960 Barcelona) je španělský hudební skladatel, aranžér, hudebník a zpěvák. Jeho strýcem byl spisovatel José Luis de Vilallonga. Svou kariéru zahájil po ukončení studií na Berklee College of Music v Bostonu. Složil například hudbu pro filmy Můj život beze mne (2003), Transsibiřský expres (2008), Sněhurka: Jiný příběh (2012) a Ayer no termina nunca (2013).